# Chiesa di San Pio X

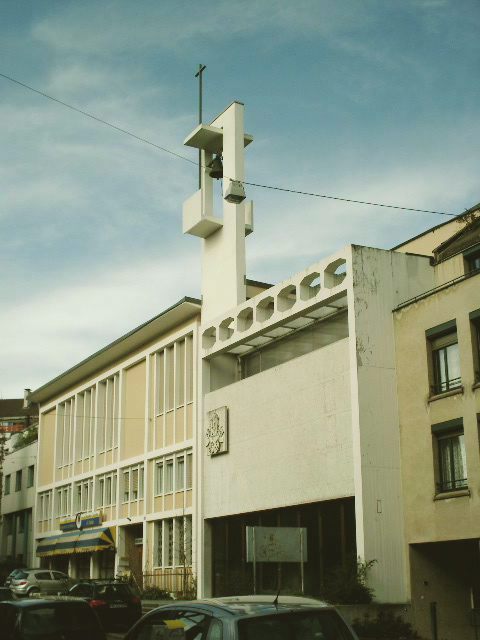
Die Kirche San Pio X in Basel

Chiesa di San Pio X ist ein römisch-katholisches Kirchengebäude in Basel.
Im Jahr 1952 wurde das Gebäude der italienischen Mission zusammen mit einer Kapelle am Rümelinbachweg 14 neu erbaut. Aus Platzgründen wurde die Kapelle 1962 zu einer Kirche erweitert.

## Ausstattung
Der Altarraum der Kirche ist dominiert von einem vergoldeten Mosaik von Hans Stocker und Hugo Bré. Das Kruzifix und ein Relief aus vergoldeter Bronze stammen von Remo Rossi. Ein bronzener Kerzenständer stammt von Pino Sant’Elia. Zum 100-jährigen Jubiläum der Mission wurden zwei Wandelemente des Malers Luigi Zonta mit Motiven von Papst Pius X. (dem Namensgeber der Mission) und dem seliggesprochenen Bischof Giovanni Battista Scalabrini. Scalabrini gilt als Vater der Migranten.